# Strojiči
Strojiči este o localitate din comuna Osilnica, Slovenia, cu o populație de 14 locuitori.